# Moins quatre-vingt
Moins quatre-vingt est le nom de la première aventure de la bande dessinée du héros de L'Homme avec l'Ours créé par Yalçin Didman.
L'expression « moins quatre-vingt » est utilisée pour indiquer un événement naturel surprenant qui survient à l'eau pure qui gèle subitement à une certaine température à la suite d'un mouvement inattendu de celle-ci. C'est aussi le nom de la caverne souterraine où se déroule le début de l'histoire.
L'histoire se déroule dans cette dystopie imaginée, partant des réalités scientifiques de nos jours.